# Technician Third Grade

Dienstgradabzeichen: US Army Technician 3rd Grade

Technician Third Grade (abgekürzt T/3, T3C oder TEC3) war einer von drei Dienstgraden der United States Army, die am 8. Januar 1942 mit der 1. Änderung der Army Regulation 600-35 eingeführt wurden. Die anderen Dienstgrade waren der Technician Fourth Grade und der Technician Fifth Grade.

## Verwendung
Ein Technician Third Grade war mit der Besoldung einem Staff Sergeant gleichgestellt. Das Dienstgradabzeichen war das eines Staff Sergeants, erweitert durch ein untergestelltes T. Anders als normale Staff Sergeanten, hatte ein Technician Third Grade keine Befehls- bzw. Kommandogewalt. Ausschließlich innerhalb seiner Funktion konnte ihm durch Vorgesetzte eine eingeschränkte Befehlsgewalt über eine kleine Einheit zugeordnet werden.
Der Technician Third Grade wurde eingeführt, um US-Amerikaner mit speziellen technischen Vorkenntnissen zum Eintritt in die US-Army zu bewegen und so gegebenenfalls langwierige Ausbildungen zu vermeiden.
1948 wurden die Technischen Dienstgrade wieder abgeschafft. Seit dem 1. Juli 1955 gibt es wieder ein ähnliches  Konzept, das des Specialist (SPC).